# Зачало
Зачало — часть текста Евангелия или Апостола, предназначенная для богослужебного чтения в православной церкви в тот или иной день года. Традиция делить священный текст таким образом восходит к иудаизму.

## Богослужебное чтение
Евангелия и Апостол прочитываются за общественными богослужениями в храме в течение года. Для чтения во время служб книги Нового Завета разделены на ряд различных по величине фрагментов — от нескольких стихов до нескольких десятков стихов. Каждое Евангелие имеет своё количество зачал: в Евангелии от Матфея 116 зачал, в Евангелии от Марка — 71, в Евангелии от Луки — 114, в Евангелии от Иоанна — 67. Прочие книги Нового Завета не имеют отдельного счёта зачал, а в совокупности разделяются на 335 фрагментов. Книга Апокалипсиса вообще не делится на зачала, поскольку не имеет богослужебного употребления в православии.
Нумерация всех зачал начинается с Пасхи, как с главного христианского праздника. Соответственно, первым евангельским зачалом будет то, которое читается на пасхальной литургии (Ин. 1:1—17), апостольское — так же то, которое читается во время пасхальной литургии (Деян. 1:1—8). Поскольку дата празднования Пасхи изменяется из года в год, то порядок чтения зачал может нарушаться. Подобные отступления регламентируются Типиконом.
Подавляющее большинство зачал предваряются так называемыми «вводными стихами» — «Во время оно…», «Братие…» и другими.